# Gibraltar
Gibraltar (pronúncia em português europeu: [ʒibɾaɫˈtaɾ]; pronúncia em português brasileiro [ʒibɾawˈtaʁ]; pronúncia em inglês: [dʒɨˈbrɔːltər]; pronúncia em castelhano: [xi.βɾal'taɾ]; pronúncia em llanito: [hi.βɾaɾ'ta(:), hi'βɾaɾ.ta(:)]) é um território ultramarino britânico localizado no extremo sul da Península Ibérica. Corresponde a uma pequena península, com uma estreita fronteira terrestre a norte, é limitado, dos outros lados, pelo mar Mediterrâneo, estreito de Gibraltar e baía de Gibraltar, já no Atlântico. A Espanha mantém a reivindicação sobre o Rochedo, o que é totalmente rejeitado pela população gibraltina.
O nome Gibraltar tem origem na no topónimo árabe jabal al-Tariq (ﺨﺒﻝﻄﺭﻕ) que significa "montanha de Tárique". A montanha, um promontório militarmente estratégico na entrada do mar Mediterrâneo, guarnece o estreito oceânico que separa a África do continente europeu. O nome é uma homenagem ao general berbere Tárique que em 711 aí desembarcou, iniciando a conquista do Reino Visigótico.
Antes foi chamado pelos fenícios de Calpe, uma das Colunas de Hércules. Popularmente, Gibraltar é chamada de "Gib" ou "The Rock" (o Rochedo).

## História

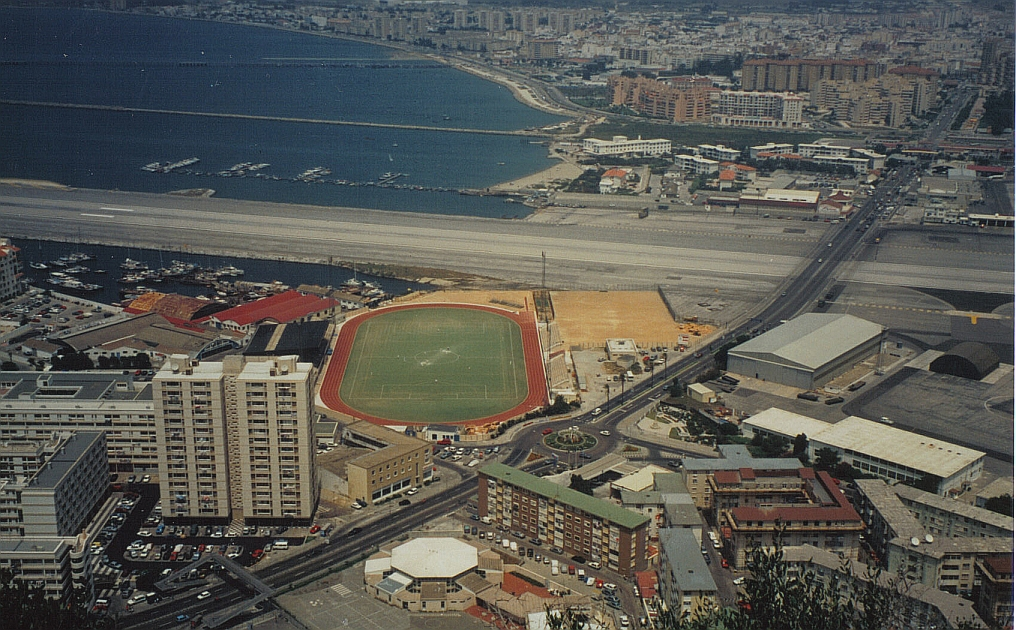
Gibraltar: pista do aeroporto, estádio Vitória e zona da fronteira

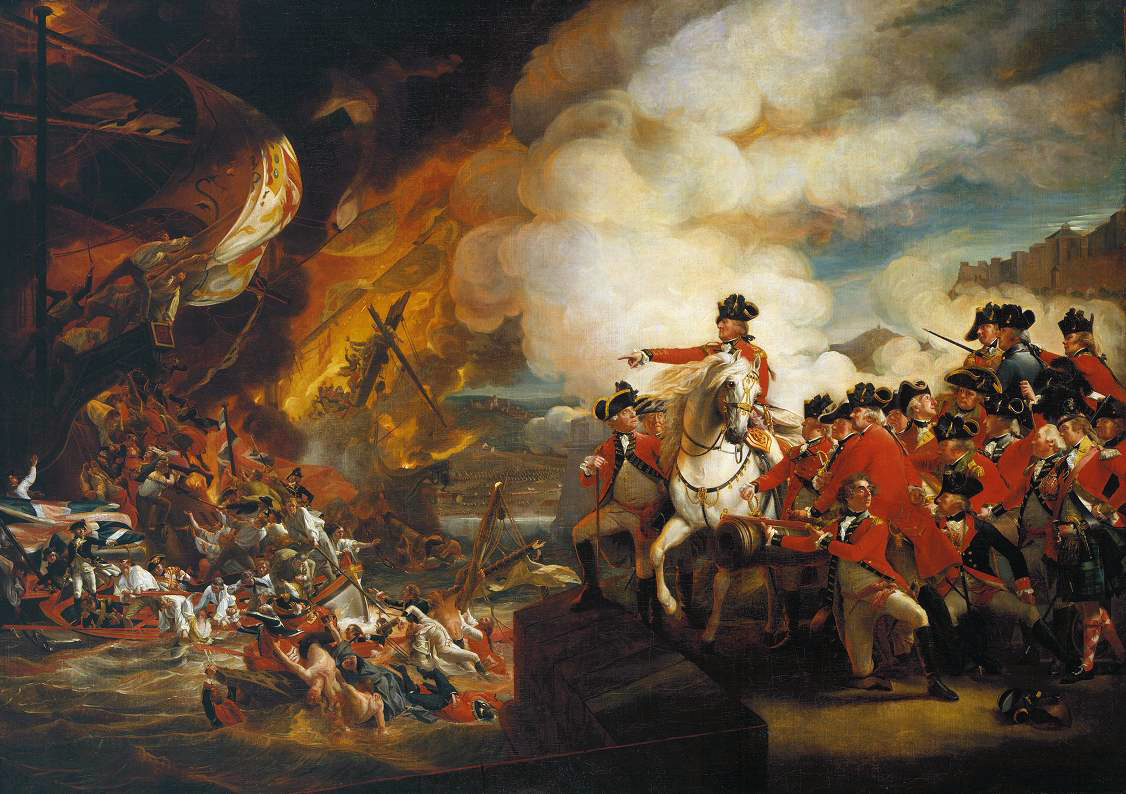
Derrota das baterias flutuantes por John Singleton Copley — clímax do Grande Cerco de Gibraltar em 1782. Eliot está montado no cavalo branco

A região de Gibraltar tem seus primeiros sinais de ocupação humana datados entre 128 e 34 mil anos antes de Cristo, inclusive com a presença dos extintos neandertais. Ao longo da história, outros povos habitaram o local: cartagineses, romanos, vândalos, muçulmanos e espanhóis. Em 1462, as tropas comandadas por Juan Alonso Pérez de Guzmán, duque de Medina Sidónia, ao serviço da Coroa de Castela, expulsaram os muçulmanos e ocuparam de forma relativamente fácil a zona, de modo definitivo. Atualmente, o brasão e a bandeira evocam o antigo reino de Castela.
Uma força anglo-neerlandesa liderada por Sir George Rooke apoderou-se de Gibraltar em 1704. Para a história ficaram episódios heróicos como a que levou a batizar uma das praias como "Baía dos Catalães" (Catalan Bay) devido ao facto de ter desembarcado na mesma a 4 de agosto de 1704 um batalhão de 300 a 350 soldados da Catalunha que combateram lado a lado com as tropas anglo-holandesas contra as forças borbónicas de Filipe V. Quando o Conde de Toulouse Luís Alexandre de Bourbon tentou a reconquista do território, os soldados catalães foram muito bem sucedidos na sua missão de defendê-la e evitar a reconquista borbónica, o que levou a baía a ser conhecida pelo nome atual.
O território acabou por ser cedido à Grã-Bretanha pela Espanha no Tratado de Utrecht em 1713, como parte do pagamento da Guerra da Sucessão Espanhola. Nesse tratado, Espanha cedeu à Inglaterra "… a total propriedade da cidade e castelo de Gibraltar, junto com o porto, fortificações e fortes (…) para sempre, sem qualquer exceção ou impedimento".
Apesar de tudo, o tratado de cessão estipula que nenhum comércio por terra entre Gibraltar e a Espanha deve ocorrer, exceto para provisões em caso de emergência se Gibraltar não conseguir ser abastecida por mar. Uma condição especial nesse tratado é que "nenhuma permissão deve ser dada sob qualquer pretexto, tanto a judeus quanto a mouros, para morarem ou terem residência na dita cidade de Gibraltar". Ambas restrições foram rapidamente ignoradas, sendo que por muitos anos tanto judeus quanto árabes moraram pacificamente em Gibraltar, e em 1882 foi criada a Câmara de Comércio de Gibraltar. O final do artigo X do Tratado indica que se à Coroa britânica "lhe parecer conveniente dar, vender ou dispor, de qualquer modo, a propriedade da dita Cidade de Gibraltar, foi acordado e concordado por este Tratado, que se dará a Coroa de Espanha a primeira ação antes que outros para a redimir".
Em junho de 1779 as forças combinadas de Espanha e França montaram um cerco a Gibraltar após a assinatura do terceiro Pacto de Família com o fim de contrariarem a suposta superioridade britânica, enfraquecer o seu poderio no Mediterrâneo, e reconquistar Minorca. Sob o comando do general George Eliott estavam cinco mil soldados que se opuseram ao cerco formado por terra e mar. Este foi levantado apenas a 7 de fevereiro de 1783, sem que tivessem as forças franco-espanholas tomado Gibraltar, o que foi tomado no Reino Unido como uma grande vitória militar. Eliott foi tornado cavaleiro e agraciado com o novíssimo título de Barão Heathfield de Gibraltar.
Durante a ditadura fascista de Francisco Franco, apesar de terem sido levadas a cabo negociações com o Alemanha Nazi para uma possível invasão, as fronteiras do "rochedo" mantiveram-se encerradas, e durante a Segunda Guerra Mundial albergaram as tropas da Força H da Marinha Real Britânica, bem como o quartel-general do General Dwight D. Eisenhower.
No início dos anos 1960, o governo espanhol levantou a "questão de Gibraltar" perante a Comissão de Descolonização das Nações Unidas e a Assembleia Geral aprovou as resoluções 2 231, de 1966 e 2 353, de 1967, que pediam o início das conversações entre Espanha e Reino Unido para por fim a situação colonial de Gibraltar, salvaguardando os interesses do povo de Gibraltar. Em resposta a estas resoluções, as autoridades de Gibraltar apelaram o direito à autodeterminação e o Reino Unido organizou um referendo em 1967 para os gibraltinos, em que 99,64% dos eleitores manifestaram a sua vontade de permanecer sob soberania britânica, o que também foi interpretado adicionalmente como uma rejeição ao regime franquista.
A abertura da fronteira e o intercâmbio de bens voltou a ser possível em dezembro de 1982. Mais recentemente, num segundo referendo que ocorreu em novembro de 2002, 99% dos votantes rejeitaram qualquer proposta de partilha de soberania entre o Reino Unido e Espanha. No entanto, os gibraltinos têm procurado um status mais avançado e um relacionamento com o Reino Unido que reflita o presente nível de autogoverno. Uma nova constituição para o território foi aprovada por uma maioria de 60% em 2006.
Em julho de 2009 o ministro dos Negócios Estrangeiros de Madrid, Miguel Ángel Moratinos (PSOE), fez uma visita histórica a Gibraltar, pela primeira vez em 300 anos um ministro espanhol visitou o "rochedo", e levou a cabo negociações sobre diversas matérias, não deixando, contudo, de reclamar a soberania de Espanha, apesar das ruas estarem engalanadas pelos moradores com bandeiras britânicas e gibraltinas.

## Política
Gibraltar é um dos territórios ultramarinos britânicos, onde o poder executivo é partilhado pelo governador, designado pelo monarca do Reino Unido, e pelo seu governo autónomo, presidido por um Ministro Principal. Desde a adoção das cartas constitucionais de 1969 e de 2006, este último desenvolveu a sua autonomia em diversos aspetos, embora os assuntos de defesa, relações externas, segurança interna e finanças sejam competências reservadas ao governador de Gibraltar.

## Geografia

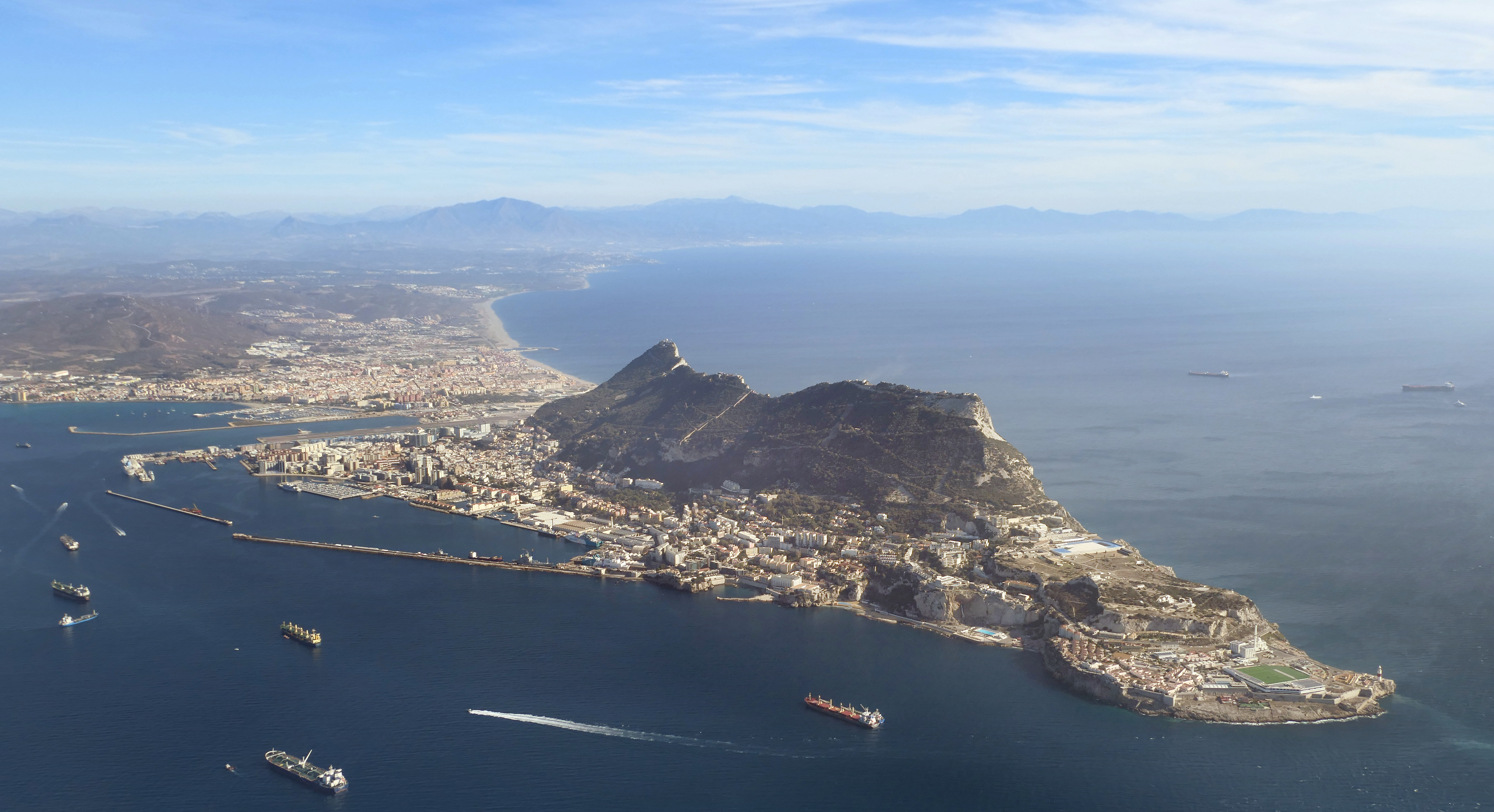
Foto aérea de Gibraltar

Gibraltar é uma pequena península localizada no sul da Península Ibérica, com uma superfície de 6,8 km², limitada a norte por uma estreita fronteira terrestre com Espanha e, dos outros lados, pelo Mar Mediterrâneo, Estreito de Gibraltar e Baía de Algeciras, com 12 km de linha de costa.
O seu aspeto é de um promontório com 426 m de altitude e o seu clima é mediterrânico, com invernos suaves e verões quentes.

## Economia
Uma vez que Gibraltar não possui recursos agrícolas nem minerais, os seus habitantes, na maior parte, têm as suas atividades económicas relacionadas com o porto, as docas, as bases da NATO (OTAN), o comércio eletrónico e as atividades financeiras. As principais atividades são as reparações navais, o abastecimento aos navios, as indústrias alimentares e de bebidas, o turismo, o comércio e os serviços de reexportação.
Embora a presença naval britânica em Gibraltar tenha diminuído muito desde o seu auge, antes da Segunda Guerra Mundial, o estreito de Gibraltar é uma das mais frequentadas vias marítimas do Mundo, com a passagem de um navio a cada seis minutos.

## Subdivisões
| Áreas residenciais | Áreas residenciais  | Áreas residenciais | Áreas residenciais |
|                    | Área residencial    | População          | %                  |
| ------------------ | ------------------- | ------------------ | ------------------ |
| 1                  | Lado oeste          | 429 \|             | 1,33%              |
| 2                  | Distrito norte      | 4 116 \|           | 12,78%             |
| 3                  | Áreas de reclamação | 9 599 \|           | 29,82%             |
| 4                  | Áreas de areia      | 2 207 \|           | 6,86%              |
| 5                  | Distrito sul        | 4 257 \|           | 13,22%             |
| 6                  | Área citadina       | 3 588 \|           | 11,14%             |
| 7                  | Alta da cidade      | 2 805 \|           | 8,71%              |
|                    |                     | 27 001             | 83,87%             |

Gibraltar não tem subdivisões como outros territórios. Todavia, em termos meramente estatísticos pode ser subdividido em sete áreas residenciais. Elas estão listadas em baixo, sendo os dados da população retirados do censo de 2001.

## Infraestruturas

### Transportes
Gibraltar é servida pelo Aeroporto de Gibraltar.

### Museus
- Museu de Gibraltar

### Complexos desportivos
Estádio Victoria, com capacidade para 2 000 pessoas.